# انعدام الميلانين

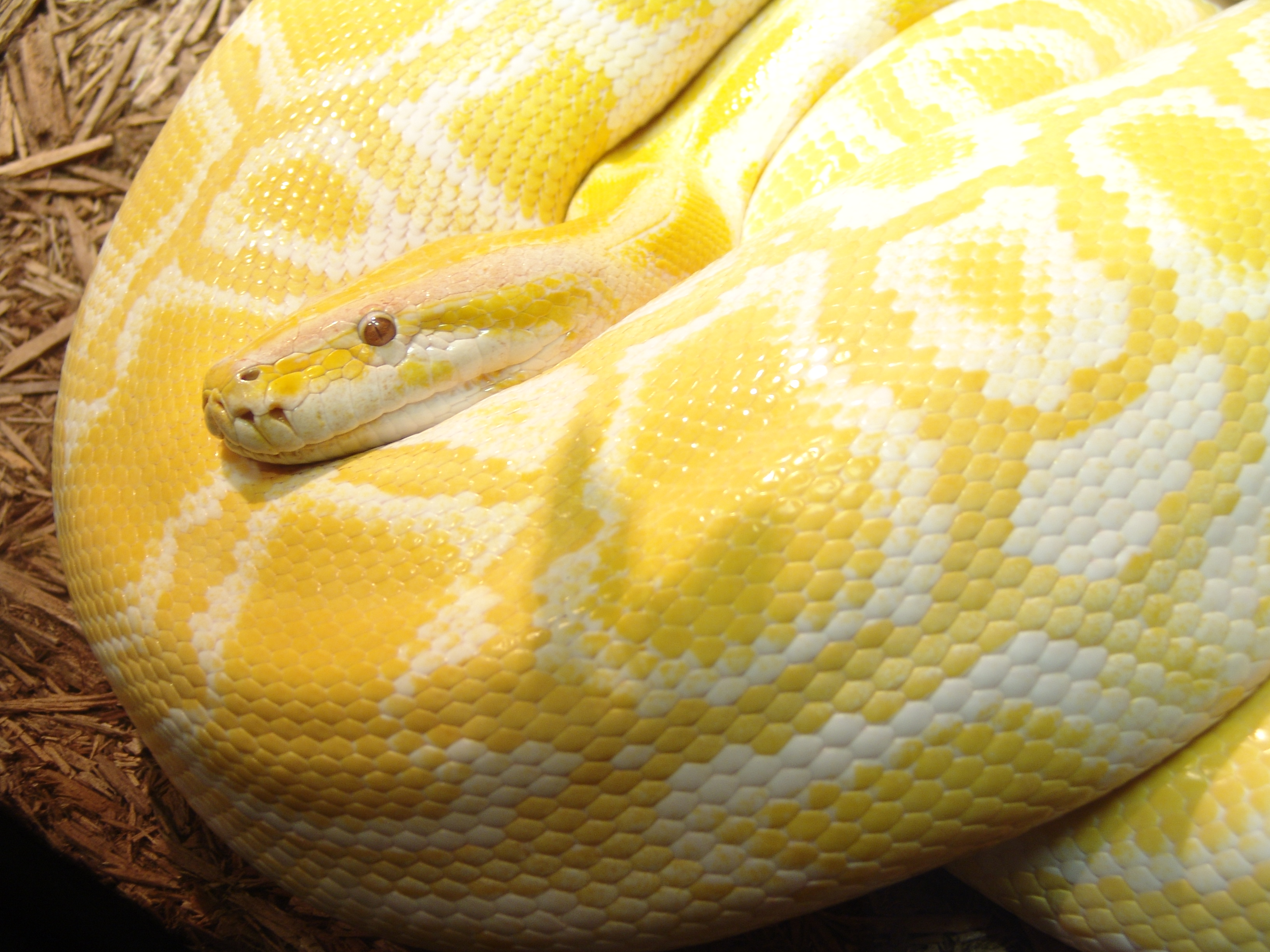
يُطلق على هذا الثعبان النملوي غالبًا مسمى "أمهق"، ويعود لونه الأصفر إلى الأصباغ الكاروتينية.

انعدام الميلانين (بالإنجليزية: Amelanism أو Amelanosis)‏ هي شذوذ تصبغ يتميز بنقص أصباغ الميلانين، ترتبط عادة بفقدان وراثي لوظيفة التيروزينيز. يمكن أن تؤثر على الأسماك والبرمائيات والزواحف والطيور والثدييات بما في ذلك البشر.
المهق حالة مماثلة، وهي حالة وراثية تتميز لدى الحيوانات بغياب صبغة في العين أو الجلد أو الشعر أو القشور أو الريش أو البشرة. وينتج عن ذلك حيوان أبيض بالكامل، عادةً بعيون وردية أو حمراء.

## إنتاج الميلانين
الميلانين مركب موجود في النباتات والحيوانات والأوليات، وهو مشتق من حمض التيروزين الأميني. الميلانين هو مضاد للضوء، يمتص أشعة الشمس فوق البنفسجية الضارة بالحمض النووي الريبوزي المنقوص الأكسجين. تحتوي الفقاريات على مادة الميلانين في جلدها وشعرها أو ريشها أو قشورها. لديها أيضًا طبقتين من الأنسجة المصطبغة في العين: السدى، في الجزء الأمامي من القزحية، وظهارة الصباغ القزحية، وهي طبقة رقيقة ولكنها حرجة من الخلايا المصطبغة في الجزء الخلفي من القزحية. يوجد الميلانين أيضًا في الأذن الداخلية، وهو مهم للتطور المبكر للجهاز السمعي. يوجد الميلانين أيضًا في أجزاء من الدماغ والغدة الكظرية.

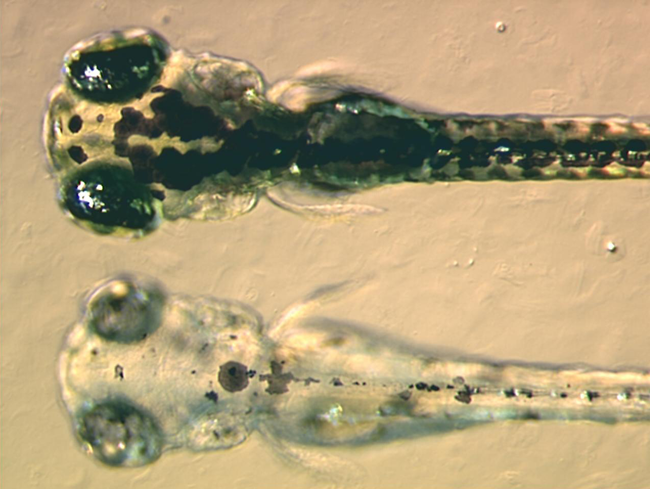
يظهر جنين الزرد الطبيعي ، أعلاه ، نضج الخلايا الصباغية. الجنين المتأثر بانعدام الميلانين، أدناه ، لديه خلايا صباغية ولكن بدون الميلانين.

يتم إنتاج الميلانين في عضيات تسمى ميلانوسومات. يسمى إنتاج الميلانين تكوين الميلانين. تم العثور على الجسيمات الصباغية في الخلايا الصبغية المتخصصة التي تسمى الخلايا الصباغية، ولكن يمكن أيضًا أن تبتلعها خلايا أخرى، والتي تسمى بعد ذلك الخلايا الصباغية. يكتسب الشعر صبغة من الخلايا الصباغية في بصيلة الجذر، والتي تودع الصباغ في بنية الشعر المتنامية. الخطوة النهائية في إنتاج الميلانين هي تحفيز التيروزين بواسطة إنزيم يسمى التيروزينيز، ينتج الدوباكينون. قد يصبح دوباكينون يوميلانين، أو فيوميلانين. يوميلانين، هو مركب كثيف يمتص معظم الأطوال الموجية للضوء، ويظهر باللون الأسود أو البني نتيجة لذلك. يتميز فيوميلانين، بوجود مادة تحتوي على الكبريت من السيستين، ويظهر اللون محمر إلى مصفر نتيجة لذلك. الميلانوزومات التي تحتوي على يوميلانين هي يوميلانوسومس، بينما تلك التي تحتوي على فيوميلانين هي فيوميلانوسومس. يرتبط هرمون تحفيز الخلايا الصباغية (MSH) بمستقبل ميلانوكورتن 1 (MC1R) ويلزم الخلايا الصباغية بإنتاج يوميلانين. في غياب هذه، تنتج الخلايا الصباغية فيوميلانين. مادة كيميائية أخرى، ببتيد اغوتي (ASP)، يمكن أن تلتصق بـ MC1R وتتداخل مع MSH / MC1R. في العديد من الثدييات، يؤدي التباين في مستوى ASP إلى تبديل الخلايا الصباغية بين إنتاج يوميلانين وفيوميلانين، مما يؤدي إلى أنماط ملونة.

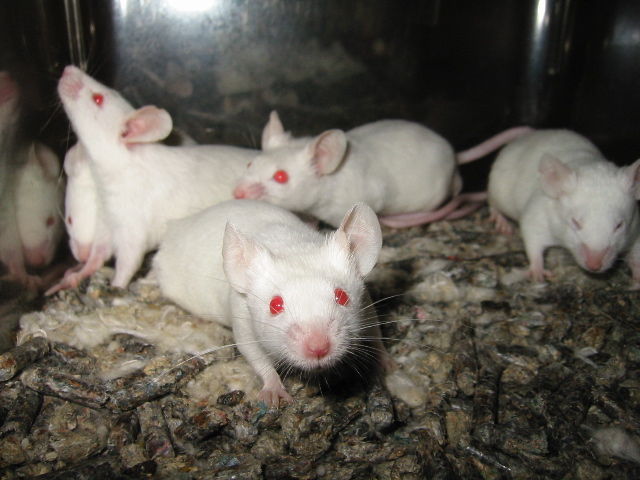
فئران التجارب عديمة الميلانين، مثل هذه، ليس لها صبغة في جلدها أو شعرها أو عيونها. فتكون عيونها محمرة.

الخلايا الصباغية، وحاملات الصباغ وجدت في الأسماك والبرمائيات والزواحف، وتستمد من شريط من الأنسجة في الاجنة تسمى العرف العصبي. تؤدي الخلايا الجذعية في الاعراف العصبية إلى ظهور خلايا الجهاز العصبي اللاإرادي، والعناصر الداعمة للهيكل العظمي مثل الخلايا الغضروفية، وخلايا جهاز الغدد الصماء، والخلايا الصباغية. تم العثور على هذا الشريط من الأنسجة على طول خط الوسط الظهري للجنين، وتهاجر الخلايا متعددة القدرات إلى أسفل على طول جوانب الجنين، أو من خلال الطبقات المنتشة، إلى وجهاتها النهائية. تسمى الخلايا الجذعية للخلايا الصباغية بالخلايا الصباغية. تُعرف الحالات المصاحبة للتشوهات في هجرة الأرومات الميلانينية بشكل جماعي باسم اللمع. للخلايا الصبغية للظهارة الصباغية القزحية أصل جنيني منفصل. اللمع وانعدام الميلانين هي صفات مميزة.

## في الثدييات
الصبغات الوحيدة التي تنتجها الثدييات هي الميلانين. إن عدم قدرة الثدييات على تصنيع مادة الميلانين كيميائيًا يجعلها خالية من الصبغة تمامًا. تسمى هذه الحالة بالمهق وهي حالة شائعة. الثدييات العديمة الميلانين لها شعر أبيض، جلد وردي، وعيون لها مظهر وردي أو أحمر أو بنفسجي. تكون العيون محمرة بسبب نقص الصباغ في ظهارة الصباغ القزحية. عندما تكون السدى مصبوغة ولكن ظهارة صبغة القزحية ليست كذلك، تظهر عيون الثدييات زرقاء. يعد الميلانين في الظهارة الصباغية أمرًا بالغ الأهمية لوحدة الرؤية والتباين.
يرتبط فقدان وظيفة التوليد الميلاني بالجين الذي يشفر التيروزينيز. تسبب أليلات معينة من هذا الجين، TYR ، في حالة اللون ، المهق العيني الجلدي من النوع 1 في البشر وصفات المهق المألوفة ذات العين الحمراء في الفئران والثدييات الأخرى.

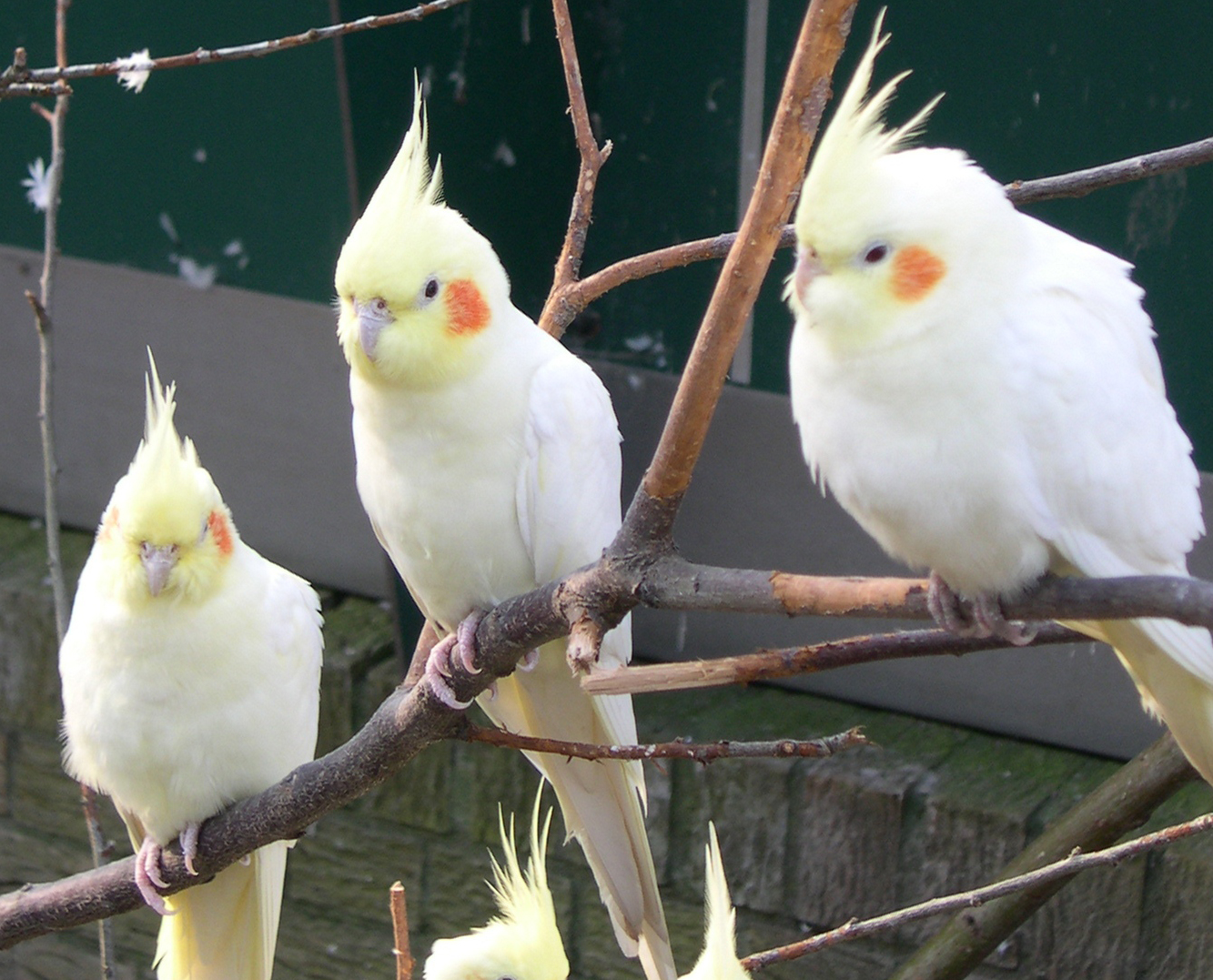
طيور لوتينو تحتفظ بأصباغها الحمراء والصفراء الكاروتينية.

## في الفقاريات الأخرى
تنتج الفقاريات الأخرى، مثل الأسماك والبرمائيات والزواحف والطيور، مجموعة متنوعة من أصباغ غير الميلانين. لا يؤثر تعطيل إنتاج الميلانين على إنتاج هذه الأصباغ. يتم إنتاج أصباغ غير الميلانين في الفقاريات الأخرى عن طريق خلايا تسمى كروماتوفورس. ضمن هذا التصنيف، الزينثوفورس هي الخلايا التي تحتوي في المقام الأول على بيتريدين مصفرة، في حين تحتوي الكريات الحمراء في المقام الأول على الكاروتينات البرتقالية. تمتلك بعض الأنواع أيضًا قزحية عين لا تحتوي على أصباغ حقيقية، ولكن هياكل عاكسة للضوء تعطي تقزحًا. هناك نوع اخر غير مألوف من الكروماتوفور، السيانوفور، ينتج صبغة زرقاء للغاية. انعدام الميلانين عند الأسماك والبرمائيات والزواحف والطيور لها نفس المسببات الجينية كما في الثدييات: فقدان وظيفة التيروزينيز. ومع ذلك، وبسبب وجود أصباغ أخرى، نادرا ما تكون الفقاريات النميلانية بيضاء وحمراء مثل الثدييات النميلانية.

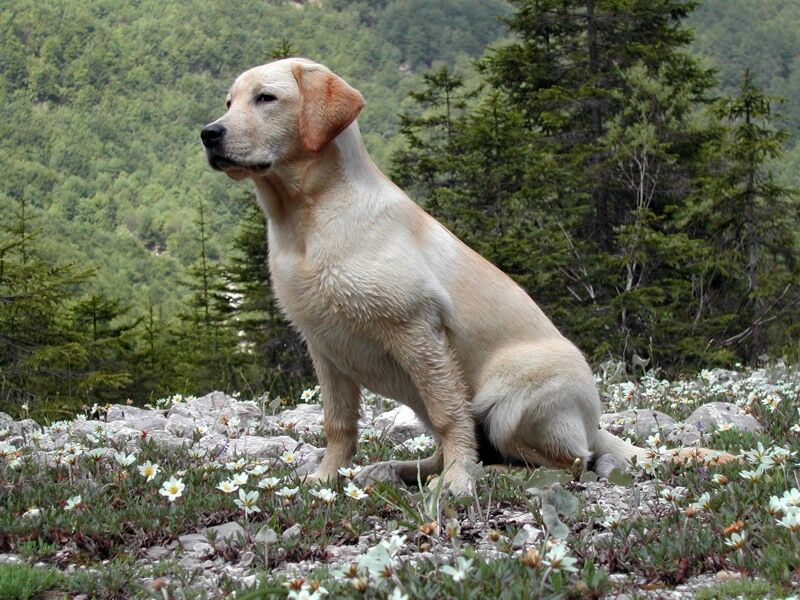
بسبب عدم وجود مستقبلات الميلانوكورتين المسؤلة عن إنتاج الأوميلانين في الخلايا الصباغية ، اصبح لدى هذا الكلب جلد أصفر. ولكن عينيه وجلده طبيعية.

## انعدام الإيوميلانين
تعتمد الخلايا الصباغية على مستقبلات ميلانوكورتن 1 (MC1R) لأجل إنتاج الإيوميلانين ‏. يمكن أن يتسبب فقدان وظيفة مستقبلات الميلانوكورتين 1 أو النشاط المرتفع لمضاد MC1R ، ببتيد اغوتي، في غياب الإيوميلانين على نطاق واسع. فقد لوحظ فقدان وظيفة MC1R ، وهي سمة متنحية، في العديد من الأنواع. في البشر، تؤدي الطفرات المختلفة في جين MC1R إلى امتلاك شعر أحمر وشعر أشقر وبشرة فاتحة وقابلية التعرض إلى الورم الميلاني. كما تُعُرِّف على أنواع كسوات الشعر العديمة الميلانين، المرتبطة بطفرات جين MC1R ، في الفئران،  الماشية،  الكلاب،  والخيول. تتسب تلك الطفرات في ألوان الجلد الصفراء في الفئران والكلاب، والحمراء في الأبقار والخيول. فقدان الإيوميلانين في الجلد، لدى هذه الأنواع، غير ضار.

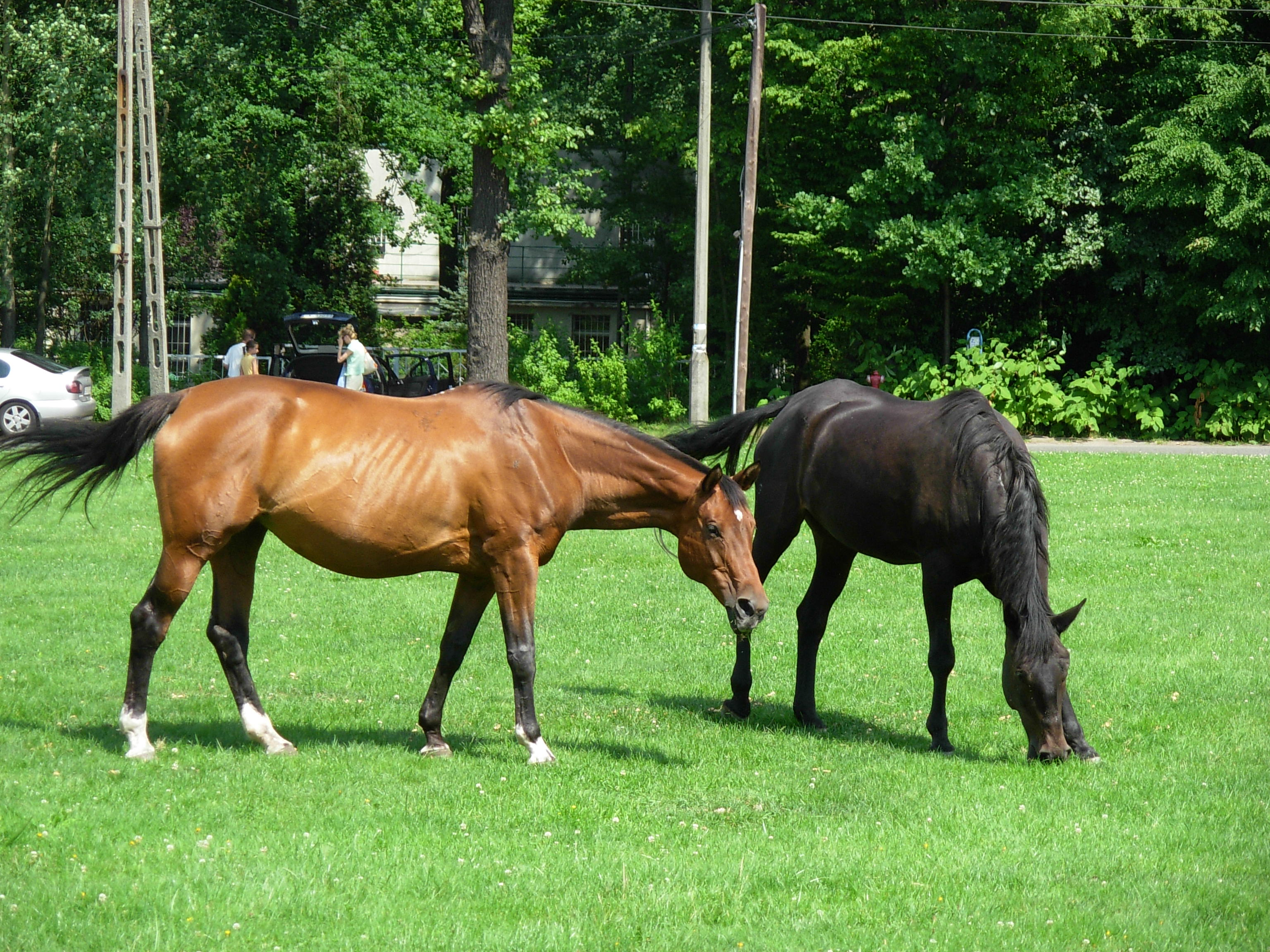
حصان الخليج ، إلى اليسار ، يحتوي على كل من الإيوميلانين و الفيوميلانين في جلده ؛ يقوم ببتيد اغوتي بازالة اللون الأسود وصولا إلى الذيل و الأذن والساقين. الحصان على اليمين يفتقر إلى بروتين اغوتي ، وله جلد أسود بالكامل.

## انعدام الفِيُوميلانين
انعدام الفيوميلانين الغياب غير الطبيعي للفيوميلانين ‏ من الجهاز اللحافي و / أو العينين. يُنتج الفيوميلانين بواسطة الخلايا الصباغية في غياب مستقبلات ميلانوكورتن 1. يتوسط هذا الغياب عن طريق بروتين أَغوتي، الذي يعادي مستقبلات الميلانوكورتين 1. يمكن أن يؤدي فقدان وظيفة بروتين اغوتي إلى السماح بإنتاج مادة أيوميلانين بدون وساطة، مما ينتج لون جلد من الأسود إلى البني بشكل كامل. يمكن ملاحظة هذه الحالة في الكلاب،  القطط،  والخيول. عادة ما يكون ظهور الثدييات مع طفرات ايغوتي المتنحية أسودًا كثيفًا. كما هو الحال مع انعدام الإيوميلانين، الفرق بين نقص الفيوميلانين ووفرة الإيوميلانين هو واحد. ترتبط بعض الأليلات الايوغوتية في الفئران بعيوب صحية، ولكن هذا ليس هو الحال في الكلاب أو القطط أو الخيول.